# Hato (ort)
Hato är en ort i Colombia.   Den ligger i departementet Santander, i den centrala delen av landet, 230 km norr om huvudstaden Bogotá. Hato ligger 1 347 meter över havet och antalet invånare är 600.
Terrängen runt Hato är kuperad åt sydost, men åt nordväst är den bergig. Terrängen runt Hato sluttar österut. Runt Hato är det ganska tätbefolkat, med 222 invånare per kvadratkilometer. Närmaste större samhälle är Socorro, 9,8 km sydost om Hato. Omgivningarna runt Hato är huvudsakligen savann.